# حصين (تشريح)

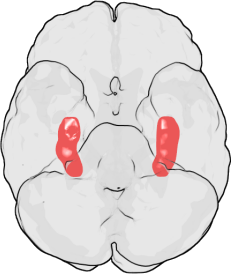
left1200px

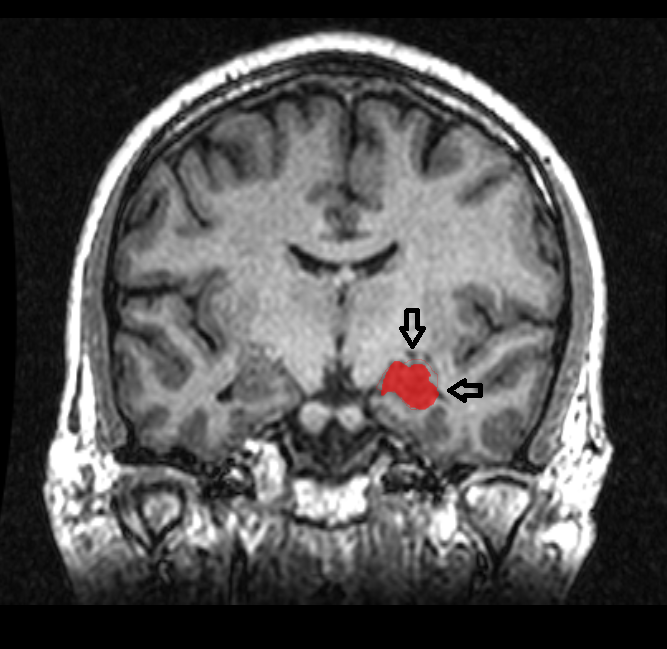
نظرة إكليلية (تاجية) بالتصوير بالرنين المغناطيسي لقرن آمون الذي يظهر باللون الأحمر

الحُصيْن أو قرن آمون (بالإنجليزية: Hippocampus) (سمي بذلك بسبب التشابهه مع فرس البحر) هو مكون رئيسي لأدمغة البشر والفقاريات الأخرى. يقع قرن آمون لدى الإنسان وغيره من الرئيسيات في القشرة العريقة، ينتمي قرن آمون إلى الجهاز الحوفي ويلعب أدوارًا مهمة في دمج المعلومات من الذاكرة قصيرة المدى مع الذاكرة طويلة الأمد، وفي الذاكرة المكانية التي تمكّن الشخص من التجوال. يقع قرن آمون تحت القشرة المخية (القشرة البدائية) وفي الرئيسيات في الفص الصدغي الإنسي. يحتوي على جزئين رئيسيين متشابكين: قرن آمون السليم (ويسمى أيضًا الحصين) والتلفيف المسنن.
يُعد قرن آمون إحدى مناطق الدماغ الأولى المعرضة للتلف في مرض آلزهايمر (وغيره من أشكال الخرف)؛ إذ تشمل الأعراض المبكرة كلًا من فقدان الذاكرة قصيرة الأمد والتوهان. قد ينجم تلف قرن آمون أيضًا عن مجاعة الأكسجين (نقص التأكسج)، أو التهاب الدماغ أو صرع الفص الصدغي الأنسي. قد يعاني الأفراد المصابون بتلف ثنائي الجانب واسع النطاق في قرن آمون من فقد الذاكرة التقدمي: انعدام القدرة على تكوين الذكريات الجديدة والاحتفاظ بها.
استُخدم قرن آمون بشكل متكرر كنظام نموذجي لدراسة الفيزيولوجيا العصبية، نظرًا إلى احتوائه على العديد من أنواع الخلايا العصبونية المختلفة والمنظمة بدقة داخل طبقاته. اكتُشف أحد أشكال اللدونة العصبية، الذي يُدعى التأييد طويل الأمد (إل تي بّي)، لأول مرة في قرن آمون، وغالبًا ما ركزت دراسات «إل تي بّي» على بنية قرن آمون. يمثل التأييد طويل الأمد، كما يُعتقد على نحو واسع، أحد الآليات العصبية الرئيسية التي يستخدمها الدماغ من أجل تخزين الذكريات.
ركزت العديد من الدراسات، التي استخدمت القوارض كنماذج حية، على قرن آمون بوصفه جزءًا من نظام الدماغ المسؤول عن الذاكرة المكانية والتنقل. تظهر العديد من عصبونات قرن آمون لدى الجرذان والفئران استجابات مماثلة لاستجابة خلايا المكان: تطلق هذه العصبونات دفعات من جهود الفعل عند مرور الحيوان عبر جزء محدد من بيئته. تتفاعل خلايا المكان قرن آمونية على نحو واسع مع خلايا توجيه الرأس، التي يشبه نشاطها عمل البوصلة بالقصور الذاتي، وتخمينيًا مع خلايا الشبكة في القشرة الشمية الداخلية المجاورة.

## الاسم

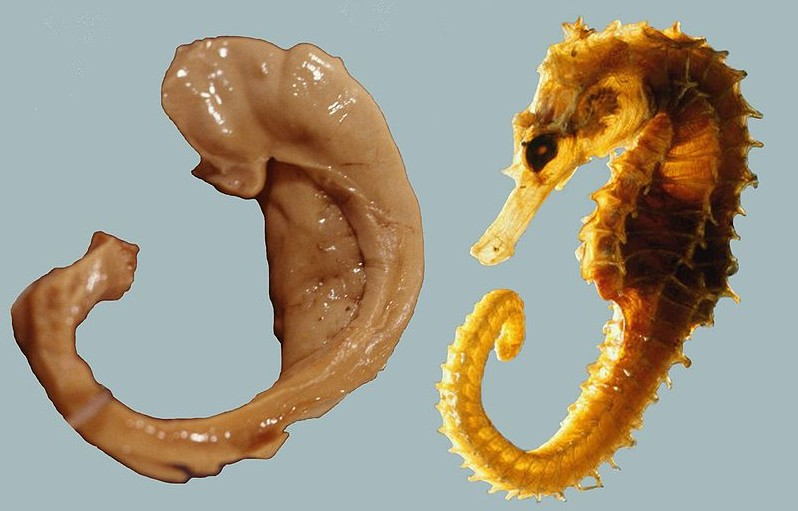
الصورة 1: مقارنة قرن آمون البشري و قبو الدماغ مع فرس البحر

يأتي أقرب وصف لسلسلة النتوء على طول أرضية القرن الخلفي (القذالي) للبطين الجانبي من طبيب التشريح الفينيسي يوليوس قيصر أرانزي (1587)، الذي شبهها أولاً بدودة الحرير ومن ثم بفرس البحر (باللاتينية: hippocampus من اليونانية: ἵππος، "الحصان" و "seaος ،" وحش البحر "). كما أن عالم التشريح الألماني دوفرنوي (1729)، وهو أول من شرح هذا الجزء، كان يتردد أيضًا بين "فرس البحر" و "دودة الحرير". اقترح عالم التشريح الدنماركي يعقوب وينسلو "قرن الكبش" في عام 1732؛ وبعد ذلك بعقد من الزمان، استخدم زميله الباريسي، الجراح دي غارينغوت، (cornu Ammonis) - قرن (الإله المصري القديم) آمون، الذي كان يُمثَّل في الغالب برأس كبش. وقد استمر استخدام هذا المصطلح على شكل اختصار CA في تسمية الحقول الفرعية للحصين. ظهرت إشارة أخرى مع مصطلح pes hippocampi (قَدَمُ الحُصَين)، الذي قد يعود تاريخه إلى ديميربروك في عام 1672، مقدمًا مقارنة مع شكل الأطراف الأمامية المطوية للخلف والأقدام الوتراء لحصان البحر هيبوكمبوس، وهو وحش بحري يمتلك أطراف الحصان الأربعة وذيل سمكة. ثم يوصف قرن آمون على أنه قدم قرن آمون الكبيرة، مع انتفاخ مجاور في القرن القذالي، الذي يوصف بأنه قدم قرن آمون الصغيرة ثم أعيد تسميته فيما بعد باسم مِهْمازُ الطَّير. يعزى إعادة تسمية قرن آمون بقدم قرن آمون الكبيرة، وقدم قرن آمون الصغيرة بمهماز الطير، إلى نظام التسمية الخاص بفيليكس فيك-دازير لأجزاء الدماغ في 1786. استخدم ماير عن طريق الخطأ مصطلح فرس النهر في 1779، وتبعه بعض الكتاب الآخرين حتى حل كارل فريدريش بورداتش هذا الخطأ في عام 1829. في عام 1861، أصبح قرن آمون الصغير مركزًا للنزاع حول تطور الإنسان بين توماس هنري هكسلي وريتشارد أوين، والتي عرفت بشكلٍ ساخر بقضية قرن آمون العظيم. انخفض قل استخدام مصطلح قرن آمون الصغير في الكتب التشريح الدراسية، وأزيل رسميًا من نومينا أناتوميكا من عام 1895. اليوم، يطلق على هذا الجزء من الدماغ اسم قرن آمون فقط، مع مصطلح "قرن آمون" الذي لا يزال يستخدم في أسماء الحقول الفرعية للحصين CA1–CA4؛

تم إدخال مصطلح الجهاز الحوفي في عام 1952 من قبل بول ماكلين لوصف مجموعة الهياكل التي تبطن حافة القشرة: يشمل هذالجهاز قرن آمون، القشرة الحزامية، نظام الشم، واللوزة. اقترح بول ماكلين لاحقًا أن الهياكل الحوفية تشكل الأساس العصبي للعاطفة. يرتبط قرن آمون تشريحيًا بأجزاء من الدماغ مؤثرة في السلوك العاطفي - النوى الحاجزية، والجسم الحلمي تحت المهاد، ونوى المهاد الأمامية، ويُقبل عمومًا كجزء من الجهاز الحوفي.

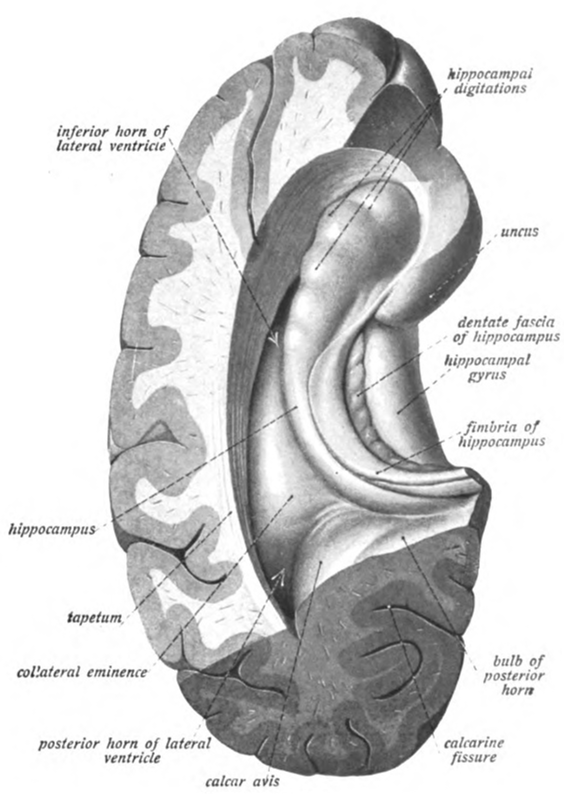
صورة 2: مقطع عرضي لنصف الكرة المخية يعرض بنية وموقع ق

## الاضطرابات

### الشيخوخة
تمتلك الحالات المتعلقة بالعمر مثل مرض آلزهايمر وغيره من أشكال الخرف (التي تتميز بحدوث اضطراب قرن آمون كإحدى العلامات المبكرة) تأثيرًا شديدًا على أشكال المعرفة المختلفة بما في ذلك الذاكرة. ترتبط الشيخوخة الطبيعية مع التدهور التدريجي في بعض أنواع الذاكرة، بما في ذلك الذاكرة العرضية والذاكرة العاملة (أو الذاكرة قصيرة الأمد). أُحيل اهتمام ملحوظ لاحتمال حدوث التدهور المرتبط بالعمر كنتيجة لتدهور قرن آمون، نظرًا إلى اعتبار قرن آمون إحدى البنى المركزية للذاكرة. أفادت بعض الدراسات المبكرة بفقدان كبير للعصبونات في قرن آمون لدى المسنين، لكن لم تجد الدراسات اللاحقة التي استخدمت تقنيات أكثر دقة أي فروقات معتبرة. بالمثل، أبلغت بعض دراسات «إم آر آي» عن تقلص في قرن آمون لدى المسنين، لكن فشلت دراسات أخرى في إيجاد نتائج مشابهة. مع ذلك، توجد علاقة وثيقة بين حجم قرن آمون وأداء الذاكرة؛ إذ يتعطل أداء الذاكرة عند وجود تقلص مرتبط بالعمر. أظهرت بعض التقارير أيضًا أن مهام الذاكرة غير قادرة على إنتاج نشاط كبير في قرن آمون لدى المسنين مقارنة باليافعين. علاوة على ذلك، وجدت تجربة منضبطة معشاة منشورة في عام 2011 قدرة التمارين الهوائية على زيادة حجم قرن آمون لدى البالغين ممن تتراوح أعمارهم بين 55 و88 عام، إلى جانب تحسين الذاكرة المكانية.

### الإجهاد
يحتوي قرن آمون على مستويات عالية من مستقبلات الهرمون القشري السكري، ما يجعله أكثر عرضة للإجهاد طويل الأمد مقارنة بمناطق الدماغ الأخرى. تشير بعض الدلائل إلى حدوث ضمور أكبر في قرن آمون مقارنة بمناطق الدماغ الأخرى لدى الأشخاص الذين عانوا من إجهاد طويل الأمد ناتج عن الصدمة. تظهر مثل هذه التأثيرات في اضطراب الكرب التالي للصدمة، وقد تساهم في ضمور قرن آمون المبلغ عنه لدى مرضى الفصام والاكتئاب الشديد. يرتبط حجم قرن آمون الأمامي لدى الأطفال إيجابًا مع الدخل الأسري، إذ يُعتقد أن هذا الارتباط عائد إلى الإجهاد المتعلق بالدخل. وجدت دراسة حديثة أيضًا حدوث الضمور كنتيجة للاكتئاب، لكن أمكن إيقافه باستخدام مضادات الاكتئاب حتى في حالة عدم فعاليتها في تخفيف الأعراض الأخرى.
يُعتبر الإجهاد المزمن الناتج عن ارتفاع مستويات الهرمونات القشرية السكرية، وخاصة الكورتيزول، سببًا للضمور العصبوني في قرن آمون. يؤدي هذا الضمور إلى نقص حجم قرن آمون الملاحظ أيضًا في متلازمة كوشينغ. تنتج مستويات الكورتيزول المرتفعة عادة في متلازمة كوشينغ عن الأدوية الموصوفة للمريض لعلاج الحالات الأخرى. تحدث الخسارة العصبونية أيضًا نتيجة لخلل تخلق النسيج العصبي. يُعد الانكماش التغصني أحد العوامل الأخرى المساهمة في صغر حجم قرن آمون، إذ يتناقص طول التغصنات ويقل عددها استجابة لارتفاع مستويات الهرمونات القشرية السكرية. يُعد هذا الانكماش التغصني قابلًا للعكس. يمكن استعادة حجم قرن آمون بنسبة تصل إلى 10% بعد العلاج الدوائي لتقليل مستوى الكورتيزول في متلازمة كوشينغ. يُعتبر هذا التغيير ناجمًا عن إعادة تشكيل التغصنات. يمكن حدوث استعادة التغصنات أيضًا عند زوال الإجهاد. مع ذلك، تفيد إحدى الدلائل المستندة بشكل رئيسي إلى الدراسات على الفئران بأن الإجهاد الناشئ بعد فترة قصيرة من الولادة من شأنه التأثير على وظيفة قرن آمون بشكل مستمر مدى الحياة.
ثبت أيضًا أن استجابات الإجهاد المتعلقة بالجنس قادرة على التأثير في قرن آمون. أظهر الإجهاد المزمن لدى الفئران الذكور حدوث انكماش تغصني وفقدان خلايا في المنطقة «سي إيه 3»، مع عدم ظهور هذه النتائج لدى الإناث. يُعتقد أن هذا عائد إلى الهرمونات المبيضية المحصنة العصبية. يرتفع مستوى تلف الدنا في قرن آمون لدى الفئران في ظل حالة الإجهاد.

### الصرع
يُعتبر قرن آمون إحدى مناطق الدماغ القليلة المسؤولة عن توليد العصبونات الجديدة. تقتصر عملية تخلق النسيج العصبي هذه على التلفيف المسنن. قد يتأثر إنتاج العصبونات الجديدة إيجابيًا بالتمارين الرياضية أو سلبيًا بالنوبات الصرعية.
قد تؤثر نوبات صرع الفص الصدغي على التطور الطبيعي للعصبونات الجديدة، وقد تسبب التلف النسيجي. يمثل التصلب قرن آموني النوع الأكثر شيوعًا من هذا التلف النسيجي. على الرغم من ذلك، من غير الواضح ما إذا كان الصرع عائدًا إلى شذوذات قرن آمون أم كان تلف قرن آمون ناجمًا عن تأثيرات النوبات التراكمية. مع ذلك، حدث تلف قرن آمون بشكل متكرر في البيئات التجريبية عند إثارة نوبات متكررة بشكل صنعي على الحيوانات. قد ينجم هذا عن تركيز مستقبلات الغلوتامات القابلة للاستثارة في قرن آمون. قد يؤدي فرط الاستثارية إلى سمية الخلايا والموت الخلوي. قد يتعلق هذا أيضًا بكون قرن آمون موقعًا لتشكل العصبونات المستمر طوال الحياة، وبالشذوذات المؤثرة على هذه العملية.

### الفصام
ما تزال مسببات الفصام غير مفهومة بشكل جيد، لكن أبلغت الدراسات عن عدد من الشذوذات الملاحظة في بنية الدماغ. تقع أكثر التغيرات التي خضعت للدراسة الدقيقة في القشرة المخية، لكن وُصفت أيضًا بعض التأثيرات الملاحظة على قرن آمون. وجدت العديد من التقارير تقلصًا في حجم قرن آمون لدى الأشخاص المصابين بالفصام. تأثر قرن آمون الأيمن بشكل كبير مقارنة بالأيسر. يوجد إجماع إلى حد كبير على حدوث هذه التغيرات الملاحظة كنتيجة للتطور غير الطبيعي. ما يزال دور تغيرات قرن آمون في حدوث الأعراض الذهانية المميزة للفصام غير واضح. يؤدي الخلل الوظيفي في قرن آمون، وفقًا لإحدى المقترحات بالاستناد إلى عمل تجريبي على الحيوانات، إلى حدوث تعديل على تحرير الدوبامين في العقد القاعدية، ما يؤثر بشكل غير مباشر على تكامل المعلومات في قشرة فص الجبهة. اقتُرح أيضًا حدوث اضطرابات الذاكرة طويلة الأمد التي تُلاحظ بشكل متكرر كنتيجة للخلل الوظيفي في قرن آمون.
أظهرت الدراسات باستخدام «إم آر آي» انخفاضًا في حجم الدماغ وزيادة في حجم البطينات لدى الأشخاص المصابين بالفصام – مع ذلك، من غير الواضح ما إذا كان هذا التقلص عائدًا إلى الفصام أم إلى الأدوية. ثبت حدوث انخفاض في حجم كل من قرن آمون والمهاد؛ مع زيادة في حجم الكرة الشاحبة. لُوحظ تغير في الأنماط القشرية، بالإضافة إلى انخفاض حجم القشرة المخية وسماكتها في الفصين الصدغي والجبهي. اقتُرح أيضًا ظهور العديد من التغيرات الملاحظة في بداية الاضطراب، ما يدعم نظرية حدوث التطور العصبي غير الطبيعي.
يُعتبر قرن آمون عنصرًا مركزيًا في علم أمراض الفصام، بما في ذلك التأثيرات العصبية والفيزيولوجية على حد سواء. من المقبول عمومًا وجود اتصال مشبكي شاذ كامن في حالة الفصام. تشير دلائل عديدة إلى حدوث تغيرات في التنظيم والاتصال المشبكيين في ومن قرن آمون. وجدت العديد من الدراسات خللًا وظيفيًا في الدوائر المشبكية داخل قرن آمون إلى جانب نشاطها في قشرة فص الجبهة. لُوحظ أيضًا تأثر مسارات الغلوتامات بشكل كبير. وُجد أن مشاركة الحقل الفرعي «سي إيه 1» قليلة مقارنة بالحقول الفرعية الأخرى، ووُجد أيضًا أن «سي إيه 4» والمرفد المنطقتان الأكثر مشاركة. خلصت المراجعة إلى أن الإمراضية عائدة إلى الوراثيات، أو التطور العصبي المعيب أو اللدونة العصبية الشاذة. خلصت أيضًا إلى أن حدوث الفصام غير مرتبط بأي اضطراب تحلل عصبي معروف. يرتفع مستوى تلف الدنا المؤكسد بشكل ملحوظ في قرن آمون لدى المرضى المسنين المصابين بالفصام المزمن.

## روابط خارجية
- صور لشريحة دماغية مصبوغة تُشمل "hippocampus" على مشروع برين مابز [الإنجليزية]‏